# 中华人民共和国药品管理法
《中华人民共和国药品管理法》，是一部中华人民共和国法律。2001年2月28日中华人民共和国第9届全国人民代表大会常务委员会第20次会议修订通过；2001年11月26日，中华人民共和国主席令第45号颁布生效。2019年8月26日，本法由第十三届全国人民代表大会常务委员会第十二次会议表决通过第2次修订。

## 概述
中华人民共和国药品管理法是以药品监督管理为中心内容，深入论述了药品评审与质量检验、医疗器械监督管理、药品生产经营管理、药品使用与安全监督管理、医院药学标准化管理、药品稽查管理、药品集中招投标采购管理、对医药卫生事业和发展具有科学的指导意义。
1984年9月20日第6届全国人民代表大会常务委员会第7次会议通过，自1985年7月1日起施行。现行施行中版本为2019年8月26日第十三届全国人民代表大会常务委员会第十二次会议表决通过第2次修订，于2019年12月1日施行。

### 2019年修订
2019年8月26日，第十三届全国人民代表大会常务委员会第十二次会议表决通过新修订的《药品管理法》，自2019年12月1日起施行，为2001年《药品管理法》大修订后的第一次全面修订。新法对“假药劣药”的范围作出修改，取消了“按假药论处”“按劣药论处”表述，将药品生产经营活动中的违法违规情形从药品品质的假劣中分离出来，单独列出进行表述。其中，不再将“未经批准进口的药品”列为假药，对于未经批准进口少量境外合法上市的药品，情节较轻的，可减轻或者免予处罚。新法还从制度设计上鼓励创新、加快新药上市，同时也开放处方药的网上销售，并对销售行为做进一步规范。